# Norrbottens museum

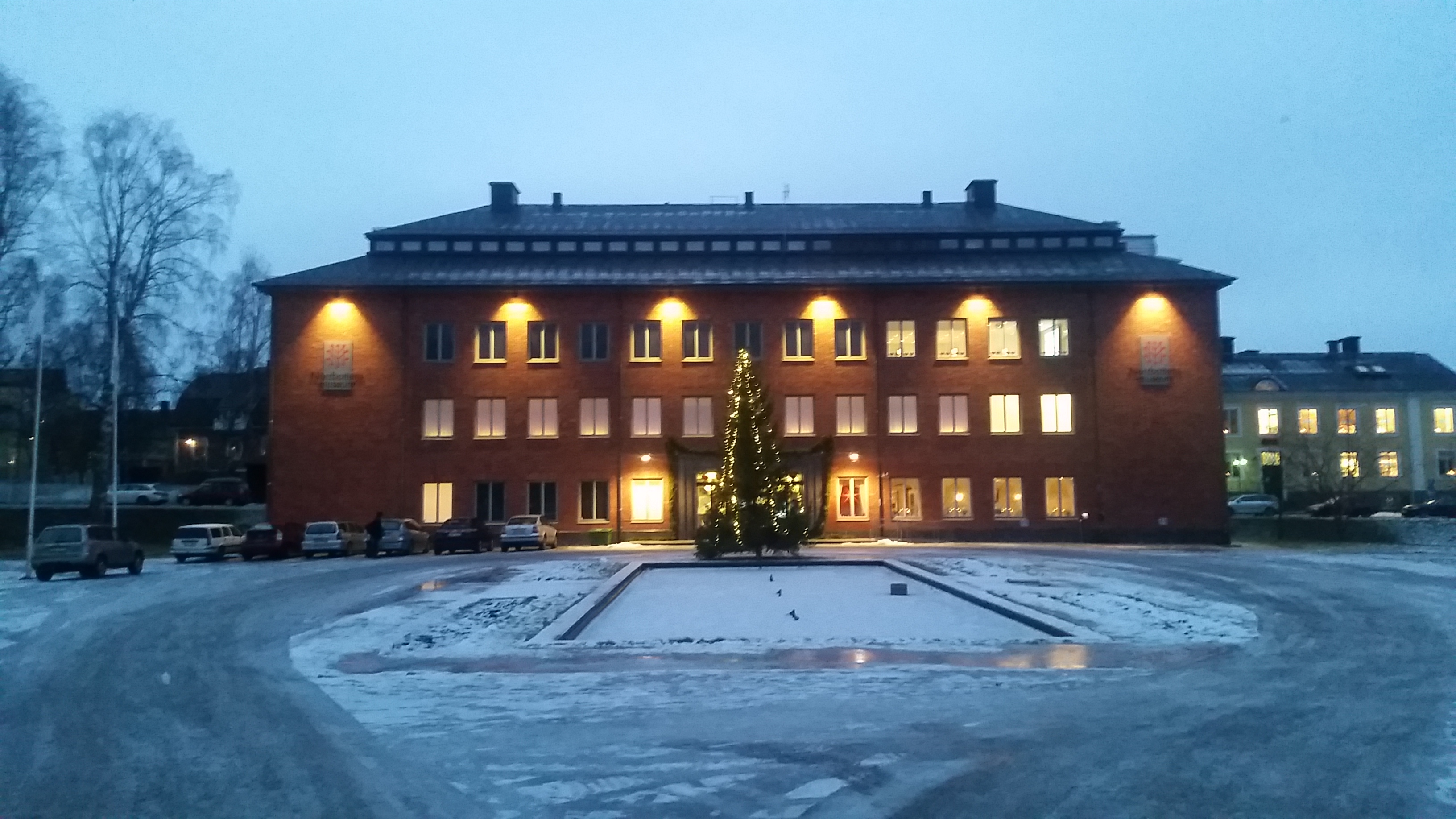
Norrbottens museum.

Norrbottens museum ligger i Luleå, och är länsmuseum för Norrbottens län.
Museet grundades år 1886, och har sedan dess samlat in och förvaltat föremål och fotografier från hela Norrbotten. I bildarkivet finns över 2 miljoner bilder, varav cirka 70 000 av bilderna finns att se på nätet. Många av föremålen går också att beskåda online.

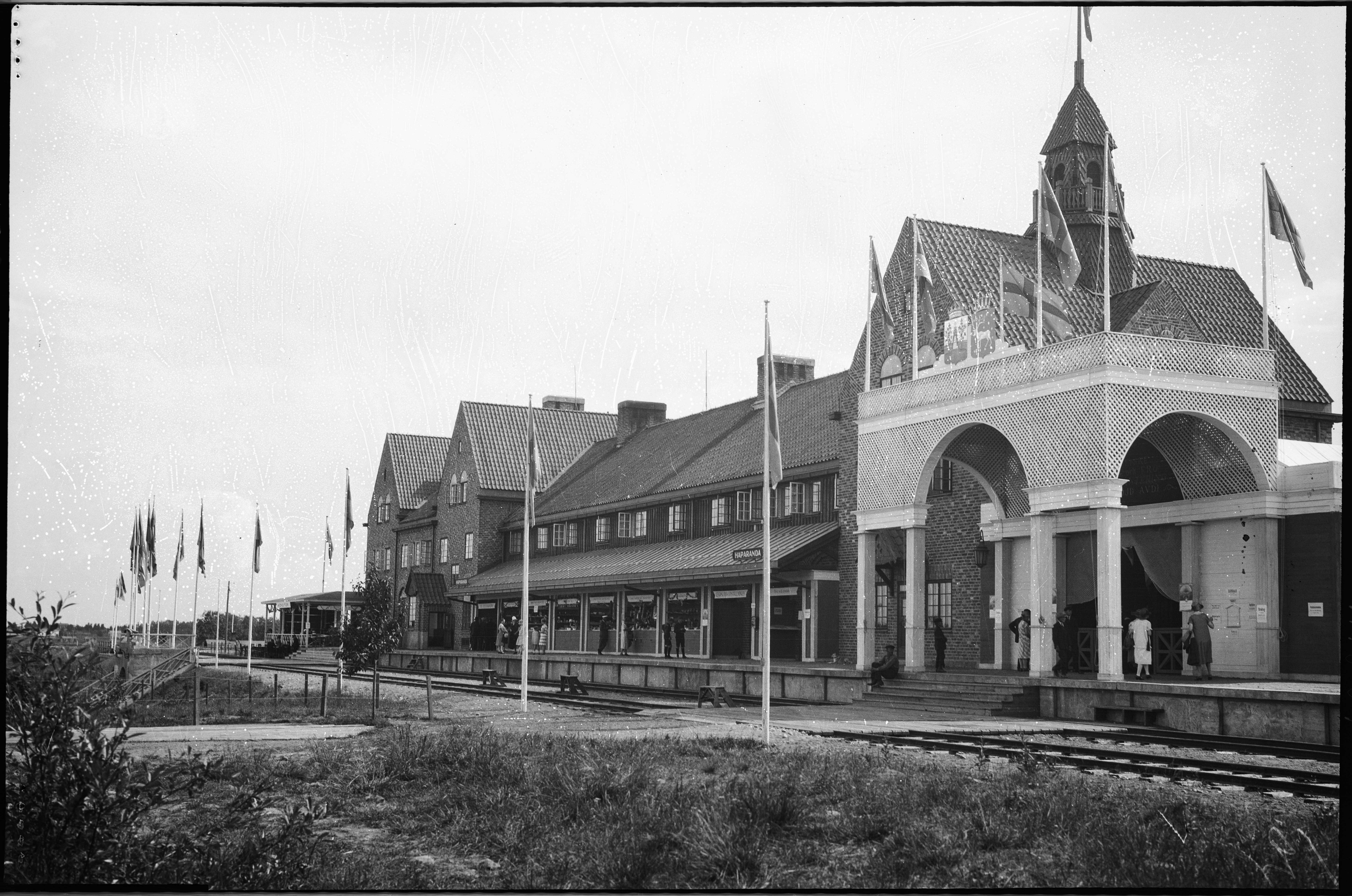